# Kai Diekmann
Kai Diekmann (Ravensburg, 27 giugno 1964) è un giornalista tedesco.
Dal 1998 al 2000 è stato direttore di Welt am Sonntag. Da gennaio 2001 a dicembre 2015 è stato redattore capo di Bild. È anche membro del consiglio di amministrazione del quotidiano turco Hürriyet.

## Biografia
Diekmann è cresciuto a Bielefeld. Dopo l'Abitur (maturità) e il servizio militare obbligatorio, che ha completato nella redazione di un giornale militare, ha studiato presso l'Università di Münster. Lì divenne membro della Burschenschaft Franconia. Ha interrotto gli studi nel 1985 quando ha iniziato il suo volontariato (più o meno: tirocinio) presso l'Axel Springer AG attraverso la Axel Springer Journalist School, dalla quale ha iniziato rapidamente la carriera per l'editore, iniziando come corrispondente a Bonn.
Dal 1989 al 1991 è stato reporter capo per Hubert Burda Media, del suo settimanale illustrato Bunte, con articoli su celebrità, gossip e stile di vita. Dopo una breve deviazione al tabloid BZ di Ullstein-Verlag, nel 1992 si è trasferito a Bild, il quotidiano più venduto in Germania noto per le notizie sensazionali. Nel 1992 è diventato direttore di Welt am Sonntag e nel 2001 è tornato a Bild dove è diventato direttore. Dal 2004, è anche editore di Bild e Bild am Sonntag. Nel marzo 2004 è stato pubblicato il primo volume delle memorie definitive dell'ex cancelliere federale Helmut Kohl, a cura di Diekmann.
Diekmann è membro dell'Atlantik-Brücke, un'organizzazione che mira a rafforzare le relazioni tra la Germania e in particolare gli Stati Uniti.

### Famiglia
Dal 1995 al 1997 Diekmann è stato sposato con Jonica Jahr, la figlia dell'editore di Amburgo John Jahr Jr. Il 28 gennaio 2002 ha sposato la giornalista di Bild Katja Kessler, con l'ex cancelliere tedesco Helmut Kohl che fungeva da testimone. Diekmann e Kessler hanno quattro figli.

## Premi
- Goldene Feder 2000, 2005
- World Media Award 2002
- Blogger Newcomer of the Year, 2009,[2]
- Media Man of the Year, 2009,[3]

## Pubblicazioni
- Kai Diekmann, Hat die christliche Botschaft keinen Platz mehr in den Medien? Referate und Stellungnahmen bei einer Medientagung zum 25jährigen Jubiläum der Nachrichtenagentur Idea. Wetzlar: Evangelische Nachrichtenagentur, 1995. ISSN 1614-502X
- Helmut Kohl (Kai Diekmann, Ralf G. Reuth, eds.), Ich wollte Deutschlands Einheit. Berlin: Ullstein, 2000. ISBN 3-548-36264-8
- Kai Diekmann, Der große Selbstbetrug: Wie wir um unsere Zukunft gebracht werden. 3rd ed. Munich: Piper, 2007. ISBN 978-3-492-05122-4
- Kai Diekmann, Süper Freunde: Was Türken und Deutsche sich wirklich zu sagen haben. Munich, Piper, 2008. ISBN 978-3-492-05255-9
- Kai Diekmann, "Die Mauer - Fotografien 1961 - 1992." Fackelträger, 2009. ISBN 978-3-7716-4430-7
- Kai Diekmann, "Die längste Nacht, der größte Tag: Deutschland am 9. November 1989." Munich, Piper, 2009. ISBN 978-3-492-05336-5